# Spathius caicus
Spathius caicus är en stekelart som beskrevs av Nixon 1943. Spathius caicus ingår i släktet Spathius och familjen bracksteklar. Inga underarter finns listade i Catalogue of Life.